# Matanza cofrade
Matanza cofrade es un videojuego para ordenador personal, polémico por ser objeto de un proceso judicial.

## El juego
El videojuego consiste en disparar con una pistola contra unos zombis que portan cruces cristianas, parafernalia católica y van vestidos de nazarenos. En el fondo de la escena se aprecian figuras religiosas típicas de los pasos de Semana Santa sevillana: El Cristo del gran poder y la Macarena.
Su autor, un joven de la provincia de Sevilla y que responde a las iniciales J. C. C. S., puso el videojuego en circulación, bajo dominio público y sin ánimo de lucro.
El grupo de música rock Narco mostró su intención de incluir una copia del videojuego en su álbum titulado Registro de penados y rebeldes, aunque debido a las denuncias de las hermandades de Sevilla, el grupo fue denunciado por el videojuego.
Tras la denuncia de las hermandades sevillanas se retiraron del mercado 5000 discos de Narco y la Guardia Civil clausuró la página web del videojuego por orden judicial porque contenía una demo. Todos los miembros del grupo declararon ante la Guardia Civil. Sólo fue imputado el informático amigo del grupo que había diseñado el videojuego.

## El proceso judicial
En 2002, la hermandad del Cristo del Gran Poder, tras conocer la intención del grupo Narco de distribuir el videojuego interpuso una querella contra el autor del videojuego. También fue imputado inicialmente un responsable de la discográfica encargada de la publicación del álbum. No obstante, la juez instructora del caso dejó fuera de la causa a dicho responsable. 
Los presuntos delitos de los que se le acusaba fueron:
- Atentado contra los sentimientos religiosos. El artículo 525 del Código Penal prevé una multa para quienes "mediante cualquier tipo de documento hagan escarnio de los dogmas, creencias, ritos y ceremonias de cualquier religión y quienes la profesan".
- Violación de la propiedad industrial, ya que las imágenes religiosas están registradas por las cofradías y no son de dominio público como supuso el autor del videojuego, sino que son de titularidad privada. Este delito está tipificado en el artículo 273 del Código Penal.

El proceso se inició el 8 de septiembre de 2005 en el Juzgado número 4 de lo Penal de Sevilla. El único imputado declaró en su defensa un caso similar ocurrido en 2004, cuando un joven fue absuelto por publicar en Internet imágenes obscenas de la Virgen de la Esperanza de Triana.
La pena solicitada era de un año de cárcel y 7.920 euros de multa.
Finalmente, la jueza absolvió de los cargos al autor cuando este pidió disculpas a quienes hubiera podido ofender, asegurando que "sólo lo hizo como un juego". 
El fiscal, que ejercía la acusación pública, declaró que los hechos "no reúnen todos los requisitos al no haber habido suficiente uso de un determinado producto o marca". Finalmente la sentencia fue absolutoria.

## Matanza cofrade 2
Al parecer, en 2004 circuló por Internet una modificación del videojuego denominada Matanza cofrade 2, el cual era un Matamarcianos de un caza que disparaba a distinta iconografía católica, el juego está realizado en DIV2. Este videojuego no tiene relación con el autor original y podría ser una reacción de protesta por el proceso judicial, y distribuido por las redes P2P.